# آندره ولس
آندره ولس (انگلیسی: André Weßels؛ زادهٔ ۲۱ اکتبر ۱۹۸۱) ورزشکار شمشیربازی اهل آلمان است.
وی همچنین برندهٔ جوایزی همچون برگ بوی نقره‌ای شده‌است.
وی در مسابقات کشوری و بین‌المللی در مجموع برندهٔ ۲ مدال برنز شده‌است.